# Atwater, Kalifornien
Atwater är en stad (city) i Merced County, i delstaten Kalifornien, USA. Enligt United States Census Bureau har staden en folkmängd på 28 626 invånare (2011) och en landarea på 15,8 km².